# Incubus (1965)
Incubus é um filme americano de 1965, de gênero horror, dirigido pelo cineasta Leslie Stevens.

## História
O filme foi feito inteiramente em esperanto. O motivo dessa escolha era artístico, para criar no filme uma atmosfera particular e surreal, e o cineasta Stevens proibiu que fosse dublado em outras línguas.
O filme original foi destruído por um incêndio e outras cópias foram perdidas: por isso por muitos anos não se teve mais a oprtunidade de assistí-lo. Porém, foi encontrada uma cópia na Cinémathèque Française de Paris, que foi legendada em francês e distribuída em DVD em 2001.

## Sinopse
A história aparenta ser simples, mas não é bem assim. O demónio Kia tenta seduzir Marc, um soldado honesto. Inevitavelmente, o demónio apaixona-se por Marc e acaba por ser derrotado pelo Amor e pelo Bem.

## Comentários
Apesar de não ser violento, o filme contém muito suspense, que o coloca no setor dos filmes de horror.
O filme é o segundo a ser feito totalmente em esperanto, precedido somente por
Angústias (em esperanto Angoroj) de 1964. A escolha dessa língua foi muito útil e eficaz para criar uma atmosfera particular e surreal, apesar de muitos esperantistas lamentarem o não muito bom sotaque dos atores. O cineasta sonhava ter um público de esperantistas em todo o mundo. . Existe uma estranha maldição ligada ao filme: depois de ser realizado, alguns atores tiveram acidentes ou até morreram de causas não naturais.

## Elenco
| Marc     | William Shatner   |
| Kia      | Allyson Ames      |
| Amael    | Eloise Hardt      |
| Olin     | Robert Fortier    |
| Arndis   | Ann Atmar         |
| Incubus  | Milos Milos       |
| Narrador | Paolo Cossa       |
| Monaco   | Ted Mossman       |
| Monaco   | Jay Ashworth      |
| Monaco   | Forrest T. Butler |